# Kenija
Kenija je država u istočnoj Africi. Na jugoistoku izlazi na Indijski ocean, na jugozapadu graniči s Tanzanijom, na zapadu s Ugandom, na sjeverozapadu s Južnim Sudanom, na sjeveru s Etiopijom i na istoku sa Somalijom.

## Zemljopis
Sjever i istok Kenije zauzimaju sušne i polusušne zone ravnica i brežuljaka. Mala i nepravilno raspoređena količina oborina u ovoj rijetko naseljenoj regiji ne dozvoljava razvitak poljoprivrede.
Na jugozapadu se nalaze gorska područja s nadmorskim visinama iznad 1000 m (najviši vrh zemlje je ugasli vulkan Mount Kenya s 5199 m, druga najviša planina Afrike iza Kilimanjara) u kojima se nalazi većina plodne zemlje i koja su svojom umjerenom klimom u kolonijalnom razdoblju privukla europske naseljenike. Ovu planinsku zonu u smjeru sjever-jug presijeca istočni ogranak Velike rasjedne doline (engl. Great Rift Valley) čije je dno pokriveno lancem jezera.
Na krajnjem jugozapadu Kenija izlazi na jezero Viktorija, po površini drugo najveće slatkovodno jezero na svijetu.
2022. godine najveći gradovi u zemlji su: Nairobi (2 750 547), luka Mombasa (799 668), Ruiru (490 120) Nakuru (259 903), Eldoret (218 472) i Kisumu (216 479).

## Povijest
Kenija pripada najstarije naseljenim područjima Zemlje. Arheološki nalazi u okolici jezera Turkane na sjeveru zemlje ukazuju na prisutnost Homo habilisa i Homo erectusa prije oko 2,6 milijuna godina.
Obalu Kenije u prvom su tisućljeću poslije Krista kolonizirali arapski trgovci. U unutrašnjost su se u istom razdoblju doselili danas najbrojniji narodi Bantu. Sredinom 18. stoljeća u južnu su Keniju sa sjevera prodrli stočarski Masai i zagospodarili nad Bantuima, uglavnom ratarima. Masaije su zaustavili tek snažni starosjedilački narodi Nandi i Kikuyu. Krajem 19. stoljeća glad i epidemije zaraznih bolesti oslabile su afričke narode i otvorile put europskoj kolonizaciji. Portugalci su veoma rano upoznali samu obalu današnje Kenije, a u Mombasi su 1593. godine podigli tvrđavu Djezu.
Njemačka je 1885. uspostavila protektorat nad Kenijom u sklopu svog preuzimanja obalnih teritorija sultana od Zanzibara, ali je ubrzo prepustila posjed Ujedinjenom Kraljevstvu. Britanska je vlada isprva bila nezainteresirana za razvoj kolonije, a starosjedilačka plemena pružala su novim osvajačima otpor koji je ugušen u nekoliko vojnih ekspedicija. Važnost Kenije porasla je nakon dovršetka željeznice između Mombase na obali Indijskog oceana i Kisumua na jezeru Viktorija 1903. kada su Britanci u koloniju pozvali bijele farmere i podijelili im zemlju. Za izgradnju pruge angažirane su 32 000 Indijaca, a prilikom radova bolest je pokosila 4 000 nosača iz plemena Busoga. Posljednja dionica dovršena je tek 1926. godine. Iako je bijelcima podijeljena zemlja bila uglavnom nenaseljena, bilo je slučajeva zauzimanja područja koja su afrički narodi smatrali svojima, što je kasnije postalo kamen smutnje u odnosima bijele i crne zajednice. Glavna je kultura na plantažama Europljana bila unosna kava.
Lord Delamere samostalno je upravljao Kenijom kao kolonijom gotovo 30 godina. Njegovom trećem sinu Hughu Cholmodeleyu godine 1903. vlada je udijelila 40 000 ha zemlje u Ndžoru, gdje je sagradio svoj ekvatorijalni ranč. Pokušavao je s ovcama, govedima i pšenicom, a uredio je i golemi posjed u dolini Rift. Prirodne sile u obliku bolesti kao što su goveđa kuga i istočna obalna groznica, koje pogađaju stoku, samo što ga nisu nekoliko puta gotovo upropastile. No, uvijek se oporavio i na vrhuncu blagostanja posjedovao 40 000 ovaca u Sojsambu i žnjeo 70,5 m pšenice po hektaru na drugim posjedima. Upustio se i u prodaju maslaca, mlinarstvo, preradu mesa i otkup vune. Sve do svoje smrti 1931. služio je kao uzor i savjetnik novim doseljenicima. Zanimljivo je da su 1903. britanske vlasti Židovima ponudile kenijske planine da se u njih nastane i učine ih svojom domovinom, ali su cionistički vođe nakon dugih rasprava odbile ovaj prijedlog dvije godine kasnije.
Unutar šesnaestoriju mjeseci, od 1903. do 1904. godine, izvršen je prijenos 88 000 ha zemlje na 334 Europljanina, a uz to su veliki komadi od po 120 000 ha i više pripali europskim zadrugama. Godine 1901. u cijeloj je Keniji bilo 13 europskih doseljenika, 1911. 3 000, a 1921. 9 000. Na 41 600 km2 prostranom plodnom području Bijelih planina zabranjeno je naseljavanje svima osim Europljana. Od 42 000 kenijskih bijelaca ranih 1950-ih 4 000 obrađivalo je zemlju, a ukupno 7 000 bavilo se poljoprivredom. 24 % od 178 620 km2 obradivog zemljišta u Keniji posjedovala je šačica Europljana. Bijele planine su odabrane jer omogućavaju dvije žetve godišnje, kiša nema puno više nego u Velikoj Britaniji, klima i visina su ugodne i osvježavajuće, a malarija i bolest spavanja nepoznate. Milijun domorodaca Kikuya stisnuto je na prostoru od 5 000 km2, a ne više od 4 000 bijelaca zauzele su 41 600 km2 plodnih Bijelih planina. Potkraj kolonijalnoga doba u Keniji se godišnje proizvodilo 263 000 000 kilovat-sati električne energije, a na farmama i do 100 000 t kukuruza. Europski kolonisti držali su u ljeto 1961. godine u vlasništvu 3 661 registriranu farmu. Oko deset tisuća kolona bijelaca uživalo je jednaku površinu obradive zemlje kao 600 000 crnaca u kikujskom Rezervatu. Prilike su bile jednake i u rezervatima Wakamba i Kavirondo. Negley Farson opisuje slučaj na obali Viktorijinog jezera, gdje četiri obitelji (25 osoba) moraju živjeti od priroda na površini od 1 ha. Prosječno na svaku obitelj u rezervatu nisu otpadala više od 4 ha, dok su farme u vlasništvu bijelaca obuhvaćale od 400 do 8 000 ha.
Godine 1907. Winston Churchill posjetio je Bijele planine i predskazao kako će tamo živjeti 30 000 Britanaca. Kada je tom prilikom boravio u Nairobiju, u njemu je živjelo tek 380 bijelaca. Ranih 1950-ih bit će ih 16 000. Tijekom kolonijalnoga doba Afrikancima u glavnom gradu nije bilo dopušteno kupovati alkoholna pića, izići noću bez propusnice, nositi oružje, skupljati se javno ili tajno ili u skupinama te slušati svoje vođe, kupiti zemlju u Bijelim planinama, saditi kavu ili sizal, ići u restorane, noćne kavane, kina ili slične objekte, rabiti javne zahode namijenjene bijelcima, oblačiti uobičajene nošnje za ples ili davati igrokaze ni glasovati osim u najskromnijim oblicima. U cijeloj zemlji bilo je 35 srednjih škola, koje su pohađali gotovo isključivo bijelci.
U 20. stoljeću, a osobito nakon drugog svjetskog rata jačale su težnje afričkog stanovništva predvođenog predstavnicima najvećeg naroda Kikuyu za većim udjelom u upravljanju kolonijom. Potkraj kolonijalnoga doba u Keniji su od 5 500 000 stanovnika 42 000 bili Europljani. Kongo, jedna od najvećih, najnapučenijih i najbogatijih afričkih zemalja, imao je 1960. u trenutku stjecanja neovisnosti ukupno 12 ljudi s visokom stručnom spremom, uključujući tu i knjigovođe.  Prvi Afrikanci imenovani su u Zakonodavno vijeće Kenije 1944. (po tome prva među istočnoafričkim kolonijama). Godine 1952. radikalni Kikuyui su nizom terorističkih napada započeli Mau-Mau ustanak. Britanska je vlada vojnim akcijama i mjerama preseljenja uspjela u sljedećih nekoliko godina ugušiti pobunu, ali proces političke emancipacije Afrikanaca nije zaustavljen pa su 1957. prvi put sudjelovali u izborima, 1960. dobili većinu u Zakonodavnom vijeću, a 1963. Kenija je postala neovisna. 
Prvi predsjednik Kenije bio je borac za neovisnost Jomo Kenyatta. Njegova stranka Kenijska afrička nacionalna unija (KANU) uskoro je ostvarila potpunu dominaciju u vlasti i Kenija je krajem šezdesetih postala de facto jednopartijska država. Kenyatta je vladao čvrstom rukom, ali njegova umjerena gospodarska politika i dobri odnosi s državama Zapada omogućili su zemlji značajan gospodarski rast. Nakon Kenyattine smrti 1978. na čelo zemlje došao je Daniel arap Moi. Iako je ispočetka nastavio politiku svog prethodnika, ubrzo je postao autoritarniji i odlučniji u gušenju svake oporbe. Godine 1992. u Keniji su pod pritiskom zapadnih donatora i kreditora održani prvi višestranački izbori, na kojima su pobijedili Moi i KANU, a sličan je bio i ishod izbora 1997. Gospodarsko stanje se tijekom devedesetih pogoršavalo zbog smanjenja međunarodne pomoći i političke nestabilnosti s međuetničkim sukobima najbrojnijih Kikuyua i manjih naroda.
Dne 7. kolovoza 1998. kenijski glavni grad Nairobi bio je poprište krvavog terorističkog napada. U eksploziji autobombe razoreno je američko veleposlanstvo i obližnja poslovna zgrada te je ubijeno preko 200 ljudi (gotovo simultano dogodila se i jedna eksplozija u Tanzaniji). Za napade je bila odgovorna teroristička organizacija Al-Qaida Osame bin Ladena.
Izbori za predsjednika i parlament 2002. donijeli su kraj gotovo četrdesetogodišnje vladavine KANU-a. Pobijedila je oporbena Nacionalna koalicija duge (NARC), a njen kandidat Mwai Kibaki postao je predsjednik.

## Stanovništvo
U Keniji živi oko 40 etničkih skupina čiji jezici pripadaju dvjema većim grupama: Bantu (najveći narodi Kikuyu, 22 %, Luhya, 14 % i Kamba, 11 %) te nilsko-saharskoj (najveći narodi Luo, 13 % i Kalenjin, 12 %). Osim jezika pojedinih naroda govore se i svahili i engleski. U devedesetim godinama pojačali su se sukobi među narodima oko zemljišnih posjeda i neravnopravnosti u zapošljavanju. Ranih 1950-ih bilo je u Keniji oko 158 000 Azijata. Pretežno su to bili Indijci, a duž obale živjelo je oko 24 000 Arapa, 7 000 Goana iz Portugalske Indije i znatan broj Pakistanaca.
Najzastupljenija religija u Keniji je kršćanstvo (oko 45% protestanata i 35 % katolika). Muslimana ima oko 10 %, a ostatak stanovništva pripada domaćim vjerama, čiji su elementi prisutni i u trima većim religijama.

## Gospodarstvo
Najrazvijenije grane kenijskog gospodarstva su poljoprivreda i turizam. Izvozi se kava i čaj, a najveći izvor strane valute su turistički posjeti nacionalnim parkovima i rezervatima (najpoznatiji je Masai Mara koji graniči sa Serengetijem u Tanzaniji). U Nairobiju, koji je prometno i gospodarsko središte istočnoafričke regije, razvijen je i uslužni sektor.
BDP je u 2004. bio 1100 USD po stanovniku, mjereno po PPP-u.